# Valderrodrigo
Valderrodrigo è un comune spagnolo di 180 abitanti situato nella comunità autonoma di Castiglia e León.